# Сибирско-Уральская Алюминиевая компания
«Сиби́рско-Ура́льская Алюми́ниевая компа́ния» (ОАО), сокращённое наименование ОАО «СУАЛ» — до марта 2007 года российская компания в форме открытого акционерного общества, зарегистрированная в 1996 году в городе Каменске-Уральском Свердловской области; одна из десяти ведущих компаний-производителей алюминия в мире. Штаб-квартира — в Москве.
В марте 2007 года активы «СУАЛа» были объединены с активами компании «Русский алюминий» и швейцарского сырьевого трейдера Glencore в крупнейшую в мире алюминиевую компанию «Российский алюминий» (United Company Rusal).

## Собственники и руководство
Компанию контролировала группа «Ренова» Виктора Вексельберга. Непосредственно активы группы принадлежали компании Sual International, акционерами которой являлись Виктор Вексельберг, Леонард Блаватник и их партнёры.
Председатель совета директоров — Виктор Вексельберг, президент — Брайан Гилбертсон.

## Объединение «Русала» и «СУАЛа»
В конце августа 2006 акционеры «СУАЛа» и крупнейшей российской алюминиевой компании «Русал», а также руководители швейцарского сырьевого трейдера Glencore подписали протокол о намерении объединить активы по производству глинозёма и алюминия, в результате чего должна быть создана крупнейшая в мире алюминиевая компания.
По состоянию на 30 мая 2022 года СУАЛ контролирует 25% Русала.

## Деятельность

### Структура
ОАО «СУАЛ» имел восемь филиалов:
1. Филиал «Богословский алюминиевый завод Сибирско-Уральской Алюминиевой компании» («БАЗ-СУАЛ») в городе Краснотурьинске Свердловской области;
2. Филиал «Иркутский алюминиевый завод Сибирско-Уральской Алюминиевой компании» («ИркАЗ-СУАЛ») в городе Шелехове Иркутской области;
3. Филиал «Кандалакшский алюминиевый завод Сибирско-Уральской Алюминиевой компании» («КАЗ-СУАЛ») в городе Кандалакше Мурманской области;
4. Филиал «Надвоицкий алюминиевый завод Сибирско-Уральской Алюминиевой компании» («НАЗ-СУАЛ») в посёлке Надвоицы Республики Карелия;
5. Филиал «Уральский алюминиевый завод Сибирско-Уральской Алюминиевой компании» («УАЗ-СУАЛ») в городе Каменске-Уральском Свердловской области;
6. Филиал «Волховский алюминиевый завод Сибирско-Уральской Алюминиевой компании» («ВАЗ-СУАЛ») в городе Волхове Ленинградской области (деятельность прекращена в 2012 году);
7. Филиал «Пикалёвский глинозёмный завод Сибирско-Уральской Алюминиевой компании» («ПГЗ-СУАЛ») в городе Пикалёве Ленинградской области;
8. Филиал «Волгоградский алюминиевый завод Сибирско-Уральской Алюминиевой компании» («ВгАЗ-СУАЛ») в городе Волгограде.

В состав группы входила управляющая компания «СУАЛ-Холдинг» и ряд других предприятий, крупнейшими из которых являются ОАО «Каменск-Уральский металлургический завод», ЗАО «Кремний», ОАО «Уральская фольга», ООО «СУАЛ-ПМ» и др.

### Производственная деятельность
Основными видами деятельности компании являлись производство глинозёма; первичного алюминия и продуктов его переработки (алюминия чушкового, силумина, изделий из алюминия), а также алюминиевых порошков. Продукция компании — первичный алюминий, полуфабрикаты, кремний, кабель, фольга и т. д.
Сырьевую базу компании обеспечивали Северуральский (ОАО «Севуралбокситруда») и Средне-Тиманский бокситовые рудники.
На предприятиях группы работали свыше 60 тыс. человек. В 2005 СУАЛ произвёл 2,3 млн т глинозёма и 1,05 млн т алюминия. Выручка компании за первое полугодие 2005 составила 1,04 млрд долл., чистая прибыль — 25,9 млн долл.
Важнейшим текущим проектом «СУАЛа» на конец 2006 года являлось строительство алюминиево-глинозёмного комплекса «Коми Алюминий» в районе города Сосногорска (совместно с «РУСАЛом»).